# Orientierungsdesign

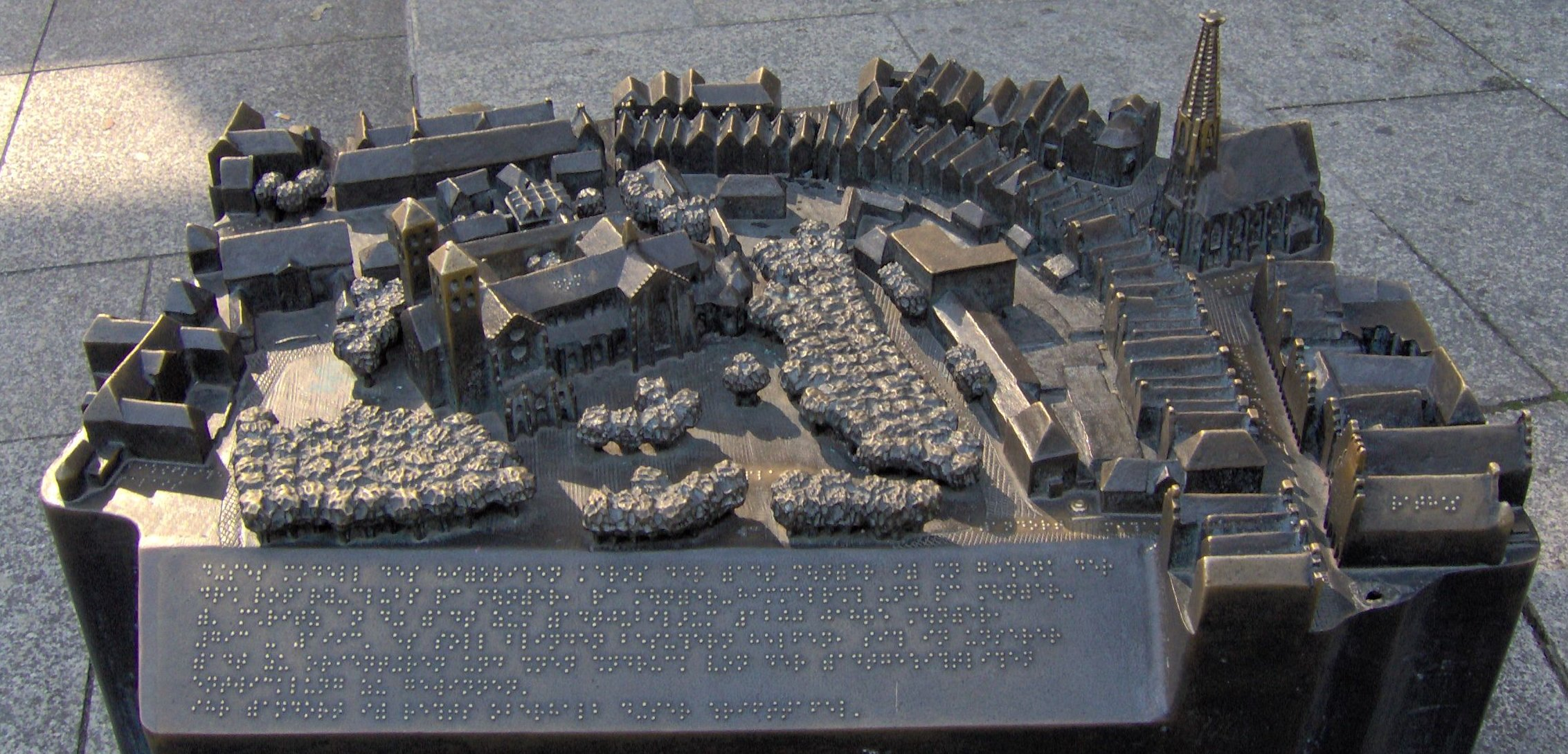
Bronzemodell für Blinde auf dem Domplatz in Münster

Orientierungsdesign beschäftigt sich mit der Orientierung des Menschen an unbekannten Orten. Ein gutes Orientierungsdesign verbindet die Disziplinen Architektur, Kartografie, Grafik- und Produktdesign unter Berücksichtigung der Wahrnehmungspsychologie zu komplexen Systemen. Diese Systeme nennt man Orientierungs-, Leit- oder Informationssysteme.

## Orientierungssysteme

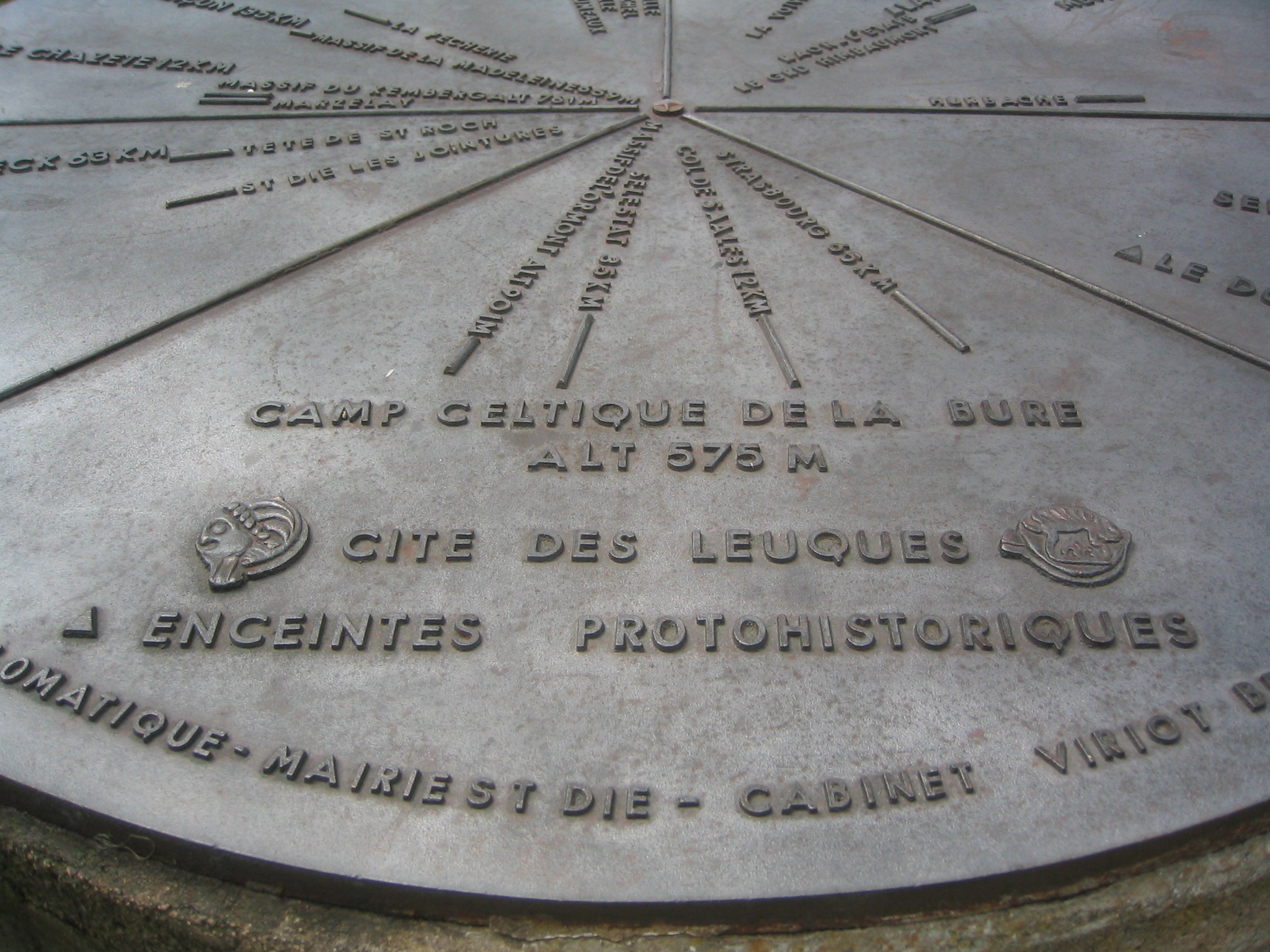
Hilfe bei der Orientierung zu bieten, ist eine herkömmliche Aufgabe.

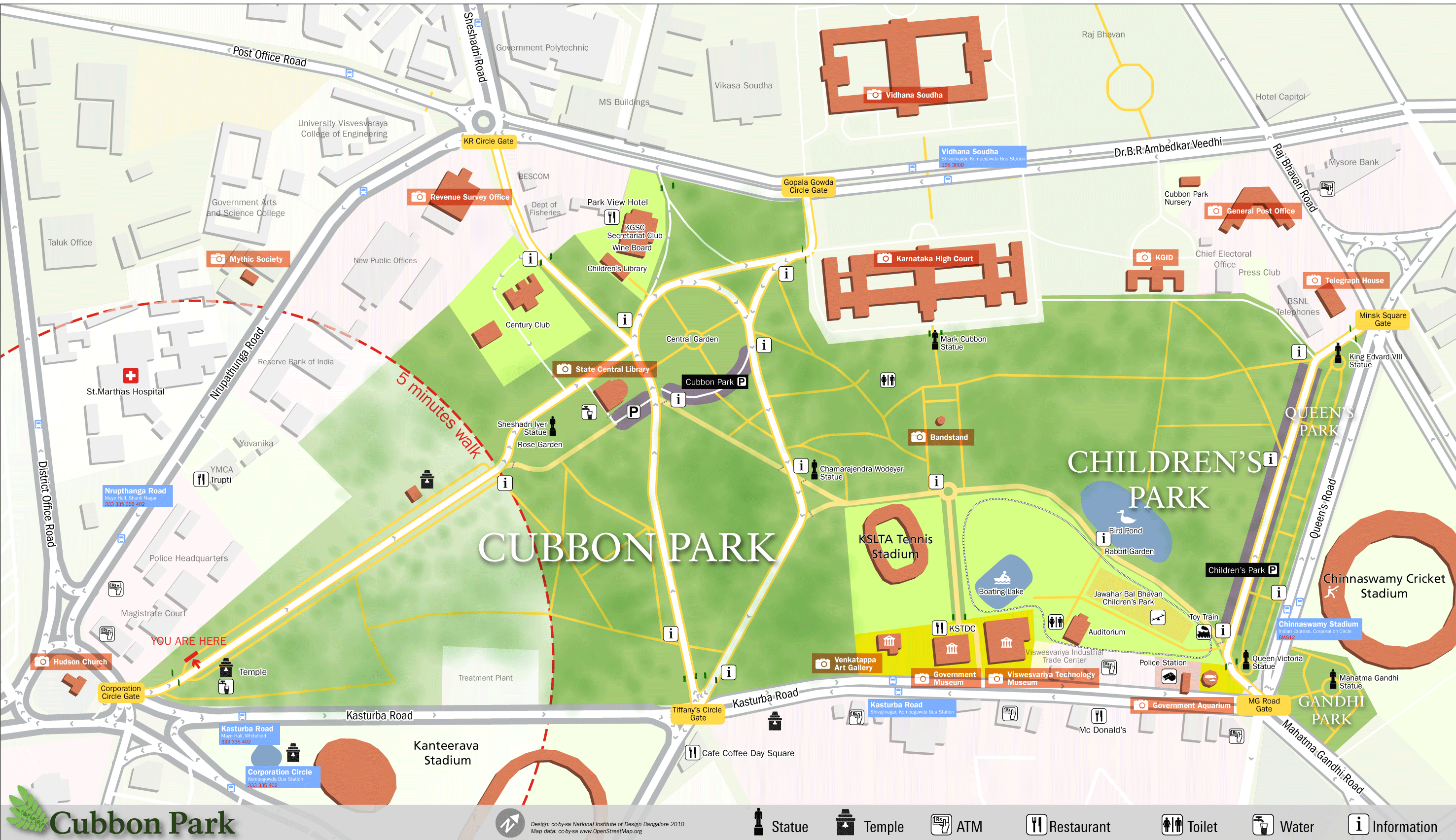
Besucher-Navigation im Cubbon-Park in Bengaluru

Um eine gute Orientierung gewährleisten zu können, müssen Orientierungssysteme eine klare Kommunikation zu ihren Rezipienten aufbauen. Um dies erreichen zu können, bedient sich das Orientierungsdesign der Signaletik. Hierzu wird sowohl mit Schrift als auch mit Piktogrammen und Pfeilen gearbeitet. Um eine gute Leserlichkeit auf die Schnelle und größere Entfernungen sicherstellen zu können, müssen bestimmte Kriterien bei der Auswahl von Schriften und der richtigen Anwendung dieser Schriften berücksichtigt werden. Als Zeichenträger werden in den meisten Fällen Schilder, aber auch Beamerprojektionen oder Faltblätter eingesetzt.

## Leserlichkeit in Orientierungssystemen
Das Deutsche Institut für Normung beschreibt mit der DIN 1450 einen Standard für das leserliche Darstellen von Schrift. Zu beachtende mikrotypografische Kriterien, die sich auf die Wahl der Schriftart für einen Signalisationstext beziehen, sind u. a. Verwendung einer serifenlosen Linear-Antiqua, eine Strichstärke von 15 bis 20 % der Mittellänge, ein geringer Strichstärkenkontrast, offene Innenformen der Schriftzeichen und individuelle Formen von Schriftzeichen zur Unterscheidbarkeit (z. B. zweistöckiges g als Abgrenzung zum q). Makrotypografische Kriterien sind u. a. eine Mittellänge von mindestens 0,25 % des Betrachtungsabstandes (z. B. bei 2 m Abstand 5 mm Mittellänge ≈ 30 pt Schriftgröße), gemischte Schreibweise (Groß- und Kleinbuchstaben) für individuelle Wortumrisse und ausreichend farblicher Kontrast zum Schriftzeichen.

## Barrierefreiheit von Orientierungssystemen
In öffentlich zugänglichen Gebäuden müssen auch die Orientierungssysteme barrierefrei gestaltet werden. Hierzu gilt es einige Dinge zu berücksichtigen. Die Informationen müssen möglichst groß, deutlich und blendfrei zur Verfügung gestellt werden. Zusätzlich müssen die Informationen taktil, also gut ertastbar sein. Auch der zusätzliche Einsatz von Bodenindikatoren kann zur Wegweisung von sehbehinderten Menschen dienen. Die Pflicht zur Erstellung barrierefreier Orientierungssysteme ist laut §4 des BGG, dem deutschen Behindertengleichstellungsgesetz, vorgeschrieben. Ähnliche Vorschriften sind in Behindertengleichstellungsgesetzen der anderen Länder enthalten.